# ARP 410 Airlines
Az ARP 410 Airlines ukrán charter légitársaság volt, amely a kijevi 410-es Polgári Repülőgépjavító Üzem leányvállalataként működött. 1999-ben alapították, 2007-ben szűnt meg. Központja Kijevben volt, a bázisrepülőtere a Boriszpili repülőtér volt. Az ARP 410 név a repülőgépjavító üzem angol elnevezésének rövidítése.
Fő tevékenységi köre charterjáratok üzemeltetése volt Ukrajnában, valamint európai, délkelet-ázsiai és afrikai célállomásokra.
A légitársaság flottájának gerincét az An–24 és An–26-os szállító repülőgépek különféle változatai képezték. A cég 5 db Ka–26-os hellikopterrel is rendelkezett, amelyekkel helikopteres kirándulásokat biztosított. A Krímben 10 útvonalon árult helikopteres kirándulást a 2000-es évek elején.